# Robert Montgomery Presents
Robert Montgomery - Storie antologiche (Robert Montgomery Presents) è una serie televisiva statunitense in 318 episodi trasmessi per la prima volta nel corso di 8 stagioni dal 1950 al 1957.
È una serie di tipo antologico in cui ogni episodio rappresenta una storia a sé. Gli episodi sono storie di genere drammatico, spesso adattamenti cinematografici di film hollywoodiani che si alternavano a drammi originali scritti appositamente per la serie, e vengono presentati da Robert Montgomery, che anche recitato in diversi episodi.

## Interpreti
La serie vede la partecipazione di numerose star cinematografiche e televisive, molte delle quali interpretarono diversi ruoli in più di un episodio. Dal 1952, un cast fisso comincia ad essere utilizzato insieme a diversi attori guest star. La figlia di Montgomery, Elizabeth Montgomery, fece il suo debutto nel cast fisso nel 1951 e rimase ad interpretare personaggi per la serie fino al 1956. Anche Cliff Robertson fece il suo debutto nello stesso gruppo di attori nel 1954.
- Robert Montgomery (318 episodi, 1950-1957)
- John Newland (39 episodi, 1952-1957)
- Vaughn Taylor (33 episodi, 1950-1954)
- Elizabeth Montgomery (30 episodi, 1951-1956)
- Jan Miner (28 episodi, 1950-1957)
- Charles Drake (20 episodi, 1955-1956)
- Margaret Hayes (18 episodi, 1952-1953)
- Anne Seymour (16 episodi, 1951-1956)
- House Jameson (15 episodi, 1955-1957)
- Frederick Worlock (14 episodi, 1951-1956)
- Cliff Robertson (10 episodi, 1952-1954)
- John Gibson (10 episodi, 1955-1957)
- Augusta Dabney (10 episodi, 1955-1956)
- Eric Sinclair (10 episodi, 1955-1956)
- Lee Bowman (9 episodi, 1950-1956)
- June Lockhart (9 episodi, 1951-1957)
- Gale Page
- Tom Middleton (9 episodi, 1956)
- J. Pat O'Malley (8 episodi, 1951-1957)
- Raymond Bramley (8 episodi, 1951-1956)
- Ralph Bunker (8 episodi, 1953-1957)
- Scott Forbes (8 episodi, 1953-1954)
- Edward Andrews (8 episodi, 1954-1957)
- Dorothy Blackburn (8 episodi, 1955)
- Geraldine Fitzgerald (7 episodi, 1951-1955)
- Jackie Cooper (7 episodi, 1952-1956)
- Robert Webber (7 episodi, 1954-1956)
- Mary K. Wells
- Katherine Squire (6 episodi, 1951-1956)
- Bramwell Fletcher (6 episodi, 1951-1955)
- Isobel Elsom (6 episodi, 1951-1954)
- Robert Ellenstein (6 episodi, 1953-1956)
- William A. Lee (6 episodi, 1954-1957)
- Lee Remick (6 episodi, 1954-1956)
- Leslie Nielsen (5 episodi, 1950-1954)
- Robert Sterling (5 episodi, 1952-1953)
- Ray Boyle (5 episodi, 1956-1957)
- Martha Scott (5 episodi, 1950-1957)
- Richard Derr (5 episodi, 1950-1956)
- Joan Lorring (5 episodi, 1950-1956)
- June Dayton (5 episodi, 1950-1955)
- Hugh Reilly (5 episodi, 1950-1955)
- Jane Wyatt (5 episodi, 1950-1953)
- Joe Boland (5 episodi, 1951-1957)
- Harrison Dowd (5 episodi, 1951-1956)
- Audra Lindley (5 episodi, 1951-1956)
- Viola Roache (5 episodi, 1951-1955)
- Joan Wetmore (5 episodi, 1952-1957)
- Lin McCarthy (5 episodi, 1954-1956)
- Frank Schofield
- Ernest Parmentier (4 episodi, 1955-1957)
- Diana Douglas (4 episodi, 1953-1957)
- Leona Powers (4 episodi, 1950-1957)
- Rosemary Murphy (4 episodi, 1951-1956)
- Alfred Ryder (4 episodi, 1955-1957)
- Barbara Britton (4 episodi, 1950-1955)
- Ronald Long
- Bruno Wick (4 episodi, 1950-1955)
- Jack Hartley (4 episodi, 1950-1954)
- Judy Parrish
- Herbert Rudley (4 episodi, 1950-1953)
- Byron Russell
- Kent Smith (4 episodi, 1951-1957)
- William Windom
- Betty Sinclair (4 episodi, 1951-1956)
- Skip Homeier (4 episodi, 1951-1955)
- James Millhollin (4 episodi, 1951-1955)
- Nelson Olmsted (4 episodi, 1951-1954)
- Margaret Phillips (4 episodi, 1951-1954)
- Francis Compton (4 episodi, 1951-1953)
- Gene Lockhart
- Henry Jones
- Raymond Massey (4 episodi, 1952-1956)
- Edward Binns (4 episodi, 1952-1955)
- Jacques Aubuchon (4 episodi, 1952-1954)
- Addison Richards (4 episodi, 1952-1954)
- Olive Blakeney (4 episodi, 1952-1953)
- Melville Cooper
- Chester Morris (4 episodi, 1952-1953)
- Robert Coote (4 episodi, 1952)
- George Chandler (4 episodi, 1953-1957)
- Phyllis Kirk (4 episodi, 1953-1957)
- John Griggs (4 episodi, 1954-1956)
- Norman Rose (4 episodi, 1955-1957)
- Larry Weber (4 episodi, 1955-1957)
- Jack Mullaney (4 episodi, 1955-1956)
- Luis Van Rooten (4 episodi, 1955-1956)
- Jenny Egan (3 episodi, 1953-1957)
- Humphrey Davis (3 episodi, 1955-1956)
- Ben Yaffee (3 episodi, 1955-1957)
- Frank Maxwell
- June Havoc (3 episodi, 1950-1956)
- Zachary Scott (3 episodi, 1950-1955)
- Margaretta Warwick (3 episodi, 1950-1955)
- Elliott Nugent (3 episodi, 1950-1954)
- Brian Aherne (3 episodi, 1950-1953)
- Sarah Burton
- Alexander Clark (3 episodi, 1950-1952)
- Jean Gillespie (3 episodi, 1950-1952)
- Anna Lee (3 episodi, 1950-1952)
- Philip Bourneuf (3 episodi, 1951-1957)
- Donald Briggs
- Barbara Townsend (3 episodi, 1951-1957)
- Louis Sorin
- Frederic Tozere
- Sarah Marshall (3 episodi, 1951-1954)
- Roddy McDowall (3 episodi, 1951-1954)
- Donald Woods
- Robert H. Harris
- Leslie Barrie
- Anthony Dawson
- Richard Greene (3 episodi, 1951-1952)
- Carl Frank (3 episodi, 1952-1957)
- Sidney Blackmer (3 episodi, 1952-1956)
- Jim Boles (3 episodi, 1952-1956)
- Nita Talbot
- Fay Bainter (3 episodi, 1952-1955)
- Peggy Ann Garner (3 episodi, 1952-1955)
- Charlton Heston (3 episodi, 1952-1955)
- Maria Riva
- Chet Stratton
- Frank M. Thomas (3 episodi, 1952-1955)
- Signe Hasso (3 episodi, 1952-1954)
- Marcel Hillaire (3 episodi, 1952-1954)
- Anita Sharp-Bolster
- Kurt Katch (3 episodi, 1952)
- Bruce Gordon (3 episodi, 1953-1957)
- Mel Ruick (3 episodi, 1953-1957)
- Sally Gracie (3 episodi, 1953-1956)
- Jack Livesey
- Lilia Skala (3 episodi, 1953-1956)
- Wendell Corey
- Claudia Morgan (3 episodi, 1953-1954)
- Mary Sinclair
- Rex Thompson (3 episodi, 1953-1954)
- Robert Wark (3 episodi, 1953-1954)
- Marshall Thompson
- Sally Kemp (3 episodi, 1954-1957)
- Peter von Zerneck (3 episodi, 1954-1957)
- Mary Fickett (3 episodi, 1954-1956)
- Josephine Brown (3 episodi, 1954-1955)
- James Dunn
- Walter Matthau (3 episodi, 1954-1955)
- Carlos Montalbán
- Malcolm Lee Beggs (3 episodi, 1954)
- Lucie Lancaster (3 episodi, 1954)
- Collette Lyons (3 episodi, 1954)
- Joseph Campanella (3 episodi, 1955-1957)
- Dolores Sutton (3 episodi, 1955-1957)
- Parker Fennelly (3 episodi, 1955-1956)
- John Hudson (3 episodi, 1955-1956)
- Barry Jones (3 episodi, 1955-1956)
- Jack Manning (3 episodi, 1955-1956)
- Robin Morgan (3 episodi, 1955-1956)
- Ken Renard (3 episodi, 1955-1956)
- Glenn Walken (3 episodi, 1955-1956)
- Mary Grace Canfield (3 episodi, 1956-1957)
- Terry O'Sullivan (3 episodi, 1956-1957)
- Edward Holmes (3 episodi, 1956)

## Produzione
La serie fu prodotta da Neptune Productions e girata negli studios della NBC a Manhattan, New York.

### Registi
Tra i registi sono accreditati:
- Norman Felton in 73 episodi (1950-1955)
- John Newland in 15 episodi (1955-1957)
- Perry Lafferty in 13 episodi (1953-1957)
- James Sheldon in 3 episodi (1953-1954)
- James P. Yarbrough in 3 episodi (1955-1956)
- Tad Danielewski in 3 episodi (1957)
- Herbert B. Swope Jr. in 2 episodi (1952-1953)
- Vincent J. Donehue in 2 episodi (1952)
- Frank Telford in 2 episodi (1955-1957)
- Ira Cirker in 2 episodi (1956)
- Grey Lockwood

### Sceneggiatori
Tra gli sceneggiatori sono accreditati:
- Mathilda Ferro in 23 episodi (1951-1956)
- Theodore Ferro in 23 episodi (1951-1956)
- Doria Folliott in 22 episodi (1953-1957)
- Thomas Phipps in 19 episodi (1950-1955)
- Irving Gaynor Neiman in 18 episodi (1950-1954)
- Adrian Spies in 16 episodi (1950-1955)
- Robert J. Shaw in 11 episodi (1950-1956)
- Milton S. Gelman in 10 episodi (1955-1957)
- Alvin Sapinsley in 9 episodi (1950-1955)
- Agnes Nixon in 7 episodi (1951-1955)
- William Kendall Clarke in 7 episodi (1955-1957)
- Denis Green in 6 episodi (1951-1954)
- Martha Wilkerson in 5 episodi (1952-1957)
- Jerome Ross in 5 episodi (1952-1953)
- Gail Ingram in 5 episodi (1953-1957)
- Noel B. Gerson in 5 episodi (1954-1955)
- J. Harvey Howells in 5 episodi (1955-1957)
- Richard Morrison in 4 episodi (1950-1951)
- Sandra Michael in 4 episodi (1953-1956)
- Charles Dickens in 4 episodi (1954)
- Robert E. Sherwood in 3 episodi (1950-1957)
- James Thurber in 3 episodi (1950-1955)
- W. Somerset Maugham in 3 episodi (1950-1953)
- Norman Felton in 3 episodi (1950-1952)
- Cornell Woolrich in 3 episodi (1950-1951)
- F. Scott Fitzgerald in 3 episodi (1951-1956)
- Joseph Conrad in 3 episodi (1952-1956)
- Robert Wallace in 3 episodi (1956-1957)

## Distribuzione
La serie fu trasmessa negli Stati Uniti dal 30 gennaio 1950 al 24 giugno 1957 sulla rete televisiva NBC. È stata distribuita anche con i titoli Lucky Strike Theater, Montgomery's Summer Stock, The Robert Montgomery Summer Theater, mentre in Italia con il titolo di Robert Montgomery - Storie antologiche.

## Episodi
| Stagione         | Episodi | Prima TV USA | Prima TV Italia |
| ---------------- | ------- | ------------ | --------------- |
| Prima stagione   | 11      | 1950         | 2015            |
| Seconda stagione | 22      | 1950-1951    | 2015-2016       |
| Terza stagione   | 41      | 1951-1952    | 2015, 2016-2017 |
| Quarta stagione  | 51      | 1952-1953    | 2017-2019       |
| Quinta stagione  | 53      | 1953-1954    | 2019            |
| Sesta stagione   | 51      | 1954-1955    | Inedita         |
| Settima stagione | 51      | 1955-1956    | Inedita         |
| Ottava stagione  | 38      | 1956-1957    | Inedita         |